# Ayame (nome)
Ayame  è un nome proprio di persona giapponese femminile.

## Origine e diffusione

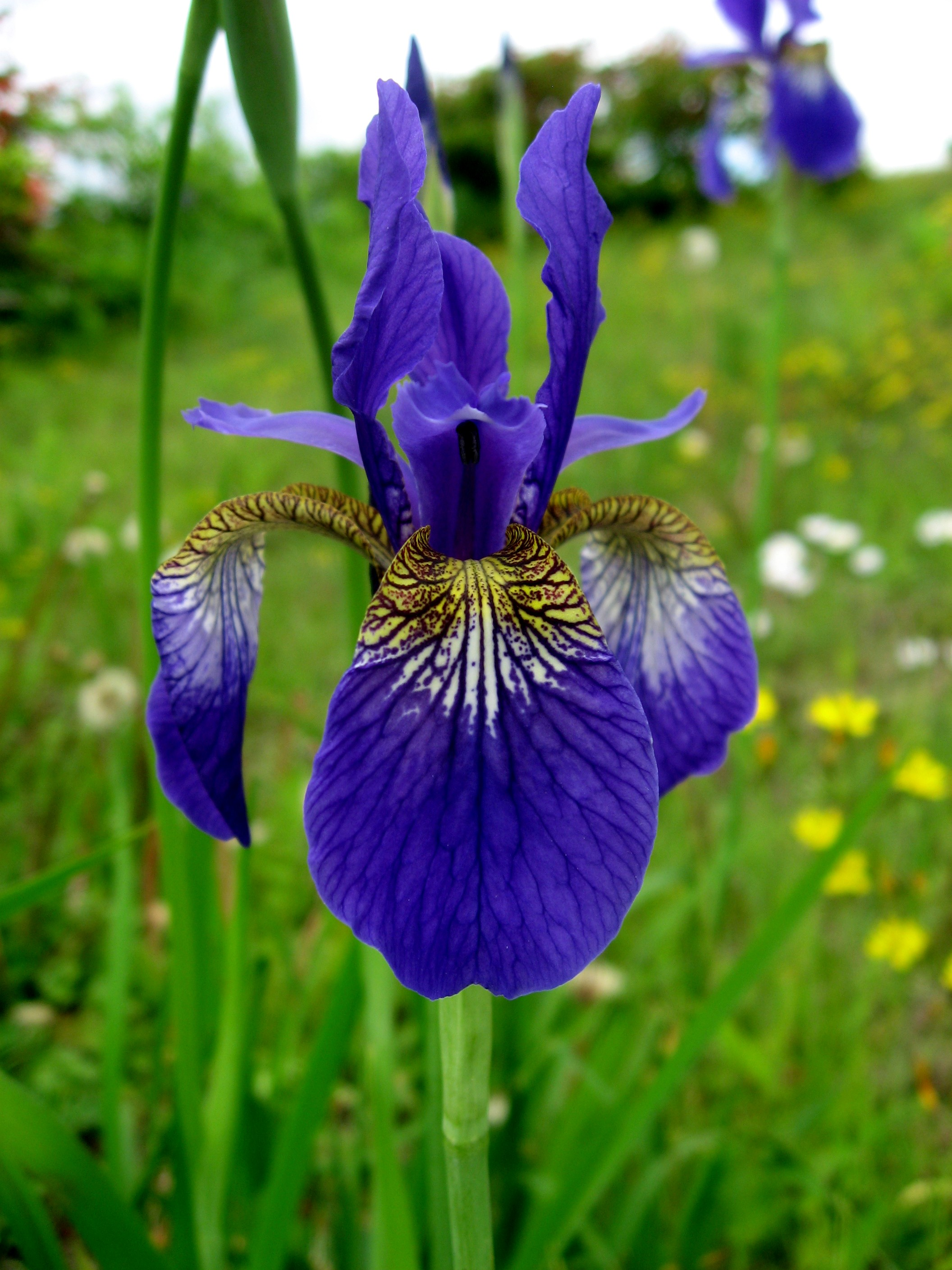
Fiore di Iris sanguinea

Generalmente, riprende il termine giapponese 菖蒲, indicante il fiore dell'iris (nello specifico, l'Iris sanguinea); ha quindi lo stesso significato del nome Iris. Tuttavia, come nella maggioranza dei nomi giapponesi, è anche possibili che sia formato da diverse altre combinazioni di due kanji.

## Onomastico
È un nome adespota, cioè privo di santa patrona; l'onomastico può essere festeggiato il 1º novembre, per la ricorrenza di Ognissanti.

## Persone
- Ayame Gōriki, attrice, modella e cantante giapponese